# Biel (Slowakije)
Biel (Hongaars: Bély) is een Slowaakse gemeente in de regio Košice, en maakt deel uit van het district Trebišov.
Biel telt 1.464 inwoners. Een ruime meerderheid van 1.036 personen zijn etnische Hongaren. Biel behoorde tot 1920 tot Hongarije.